# Список дипломатичних місій Албанії

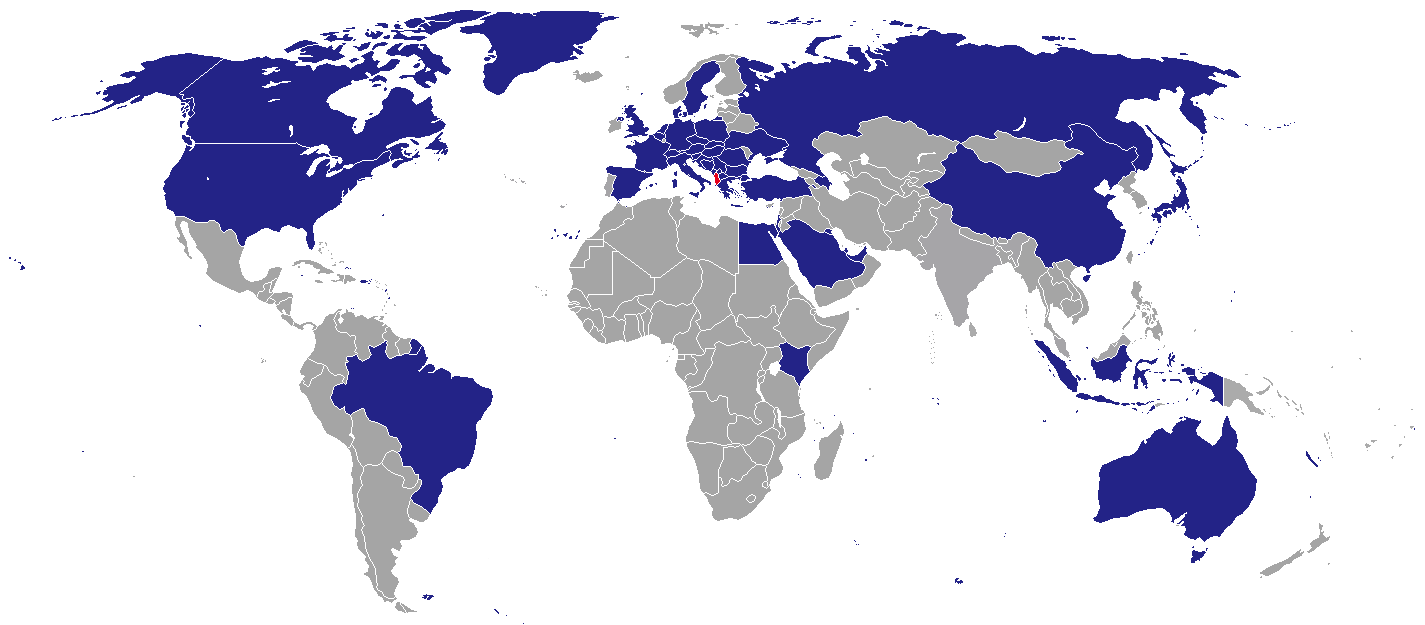

Список дипломатичних місій Албанії — дипломатичні місії Албанії. Албанія має дипломатичні представництва в 44 державах і при 6 міжнародних організаціях.

## Європа
- Австрія, Відень (посольство)
- Албанія, Київ (посольство)[1]
- Бельгія, Брюссель (посольство)
- Боснія і Герцоговина, Сараєво (посольство)
- Болгарія, Софія (посольство)
- Хорватія, Загреб (посольство)
- Чехія, Прага (посольство)
- Данія, Копенгаген (посольство)
- Франція, Париж (посольство)
- Німеччина, Берлін (посольство)
- Греція, Афіни (посольство)
  - Яніна (генеральне консульство)
  - Салоніки (генеральне консульство)
- Ватикан, Рим (посольство)
- Угорщина, Будапешт (посольство)
- Італія, Рим (посольство)
  - Барі (генеральне консульство)
  - Мілан (генеральне консульство)
- Косово, Приштина (посольство)
- Північна Македонія, Скоп'є (посольство)
- Чорногорія, Подгориця (посольство)
- Нідерланди, Гаага (посольство)
- Польща, Варшава (посольство)
- Португалія, Лісабон (посольство)
- Румунія, Бухарест (посольство)
- Росія, Москва ( посольство)
- Сербія, Белград (посольство)
- Словаччина, Братислава (посольство)
- Словенія, Любляна (посольство)
- Іспанія, Мадрид (посольство)
- Швеція, Стокгольм (посольство)
- Швейцарія, Берн (посольство)
- Велика Британія, Лондон (посольство)

## Північна Америка
- Канада, Оттава (посольство)
- США, Вашингтон (посольство)
  - Нью-Йорк (генеральне консульство)

## Південна Америка
- Аргентина, Буенос-Айрес (посольство)
- Бразилія, Бразиліа (посольство)

## Азія
- Китай, Пекін (посольство)
- Індія, Нью-Делі (посольство)
- Ізраїль, Тель-Авів (посольство)
- Японія, Токіо (посольство)
- Кувейт Ель-Кувейт (посольство)
- Малайзія, Куала-Лумпур (посольство)
- Катар, Доха (посольство)
- Саудівська Аравія, Ер-Ріяд (посольство)
- Туреччина, Анкара (посольство)
  - Стамбул (генеральне консульство)
- ОАЕ, Абу-Дабі (посольство)

## Африка
- Єгипет, Каїр (посольство)

## Міжнародні організації
- Брюссель (постійна місія при НАТО)
- Джидда (постійна місія при ОВК)
- Нью-Йорк (постійна місія при ООН)
- Париж (постійна місія при ЮНЕСКО)
- Страсбург (постійна місія при Раді Європи)
- Відень (постійна місія при ООН / ОБСЄ)

1. ↑  У Києві відкрилось посольство Албанії. 17.01.2025, 23:01